# Santi Quirico e Giulitta
Santi Quirico e Giulitta ou Igreja dos Santos Ciríaco e Julita é uma igreja titular de Roma, Itália, localizada no rione Monti, na via Tor de' Conti. É dedicada aos santos mártires do século IV, Ciríaco e Julita. A igreja, servida pelos irmãos da Ordem Terceira de São Francisco, é uma reitoria da igreja paroquial de Santa Maria ai Monti.
O cardeal-presbítero protetor do título dos Santos Ciríaco e Julita é Seán Baptist Brady, arcebispo de Armagh, na Irlanda.

## História
Esta igreja tem origens muito antigas, remontando ao século VI, e restos dos edifícios mais antigos foram descobertos em escavações recentes que podem ser visitadas no porão da igreja. Inicialmente foi dedicada aos santos mártires Estêvão e Lourenço e tinha uma orientação invertida em relação à igreja atual (ou seja, onde antes estava a abside está hoje a fachada). O edifício passou por restaurações no século XV e em 1584, quando a orientação foi invertida. O campanário medieval sobreviveu e está atualmente incorporado ao edifício vizinho (antes um convento e atualmente um hotel). Novas restaurações ocorreram no começo do século XVII, quando o papa Paulo V ergueu o piso cerca de 4 metros para preservá-la das inundações do Tibre, e no século XVIII, quando a fachada atual foi construída por Raguzzini (1728).
No porão está também o Museo tipologico internazionale del presepio Angelo Stefanucci.

## Arquitetura e decoração

### Exterior
A igreja está localizada na Via Tor de 'Conti, logo atrás do Fórum de Augusto. A fachada, particularmente estreita, é do século XVIII e está dividida em duas ordens por uma cornija alta, na qual se lê a seguinte inscrição: SS MM QUIRICO ET IULITTAE DICATUM ("Dedicada aos Santos Mártires Ciríaco e Julita"). O andar inferior está decorado com três arcos cegos semicirculares assentados sobre pilastras toscanas simples. No interior do arco central se abre a única porta, com batentes de mármore encimado por um elegante tímpano e uma placa com a seguinte inscrição atribuída ao humanista florentino Aurelio Brandolini:INSTAVRATA VIDET QVIRICVS CVM MATRE IVLITA QVE FVERANT LONGA DIRVTA TENPLA DIE. PRINCE SVB SIXTO DELVBRIS NVLLA VETVSTAS HIC REFICIT PONTES MENIA TEMPLA VIAS ("Ciríaco e sua mãe, Julita viram restaurado os templos que muito tempo ficaram em ruínas. Sob o príncipe Sisto, nos locais de culto não restou velharia: ele refez pontes, portos, templos e estradas"). O andar superior se abre, na parte inferior, uma janela com um arco segmentado e, no superior, outras três. A fachada termina com uma empena encimada por uma simples cruz de ferro forjado.
Do lado direito está uma torre sineira românica do século XII composta de três ordens separadas por cornijas discretas e uma parede sineira aberta ao exterior por um trifólio parcialmente murado de dois andares.

### Interior
O interior da Igreja dos Santos Ciríaco e Julita de nave única terminando em uma abside quadrangular, cobertas por uma abóbada de luneta afrescadas em 1856 por Pedro Gagliardi (na nave, "Glória dos Santos Ciríaco e Julita").
Ao longo da nave estão quatro capelas laterais, duas de cada lado. A primeira do lado direito abriga uma pintura do século XVII, "Maria e José". A seguinte, dedicada a São Domingos, abriga uma "Pregação de São Domingos", de Hercules Ruspi (século XIX). No primeiro altar do lado esquerdo está "São Vicente Ferrer e São Nicolau de Bari Adorando o Menino Jesus" (metade do século XVIII) e, na segunda, uma "Nossa Senhora do Rosário com São Domingos e Santa Catarina" (primeira metade do século XVIII). Perto da parede fundo estão duas cantoria contrapostas pintadas em mármore falso.
A abside é totalmente ocupada pelo presbitério, delimitado por uma balaustrada de mármore. Ali está o antigo altar-mor, do século XVIII, com uma peça-de-altar constituída de um tímpano assentado sobre quatro colunas coríntias emoldurando, no centro, o "Martírio dos Santos Ciríaco e Julita".

## Galeria

Imagens da igreja
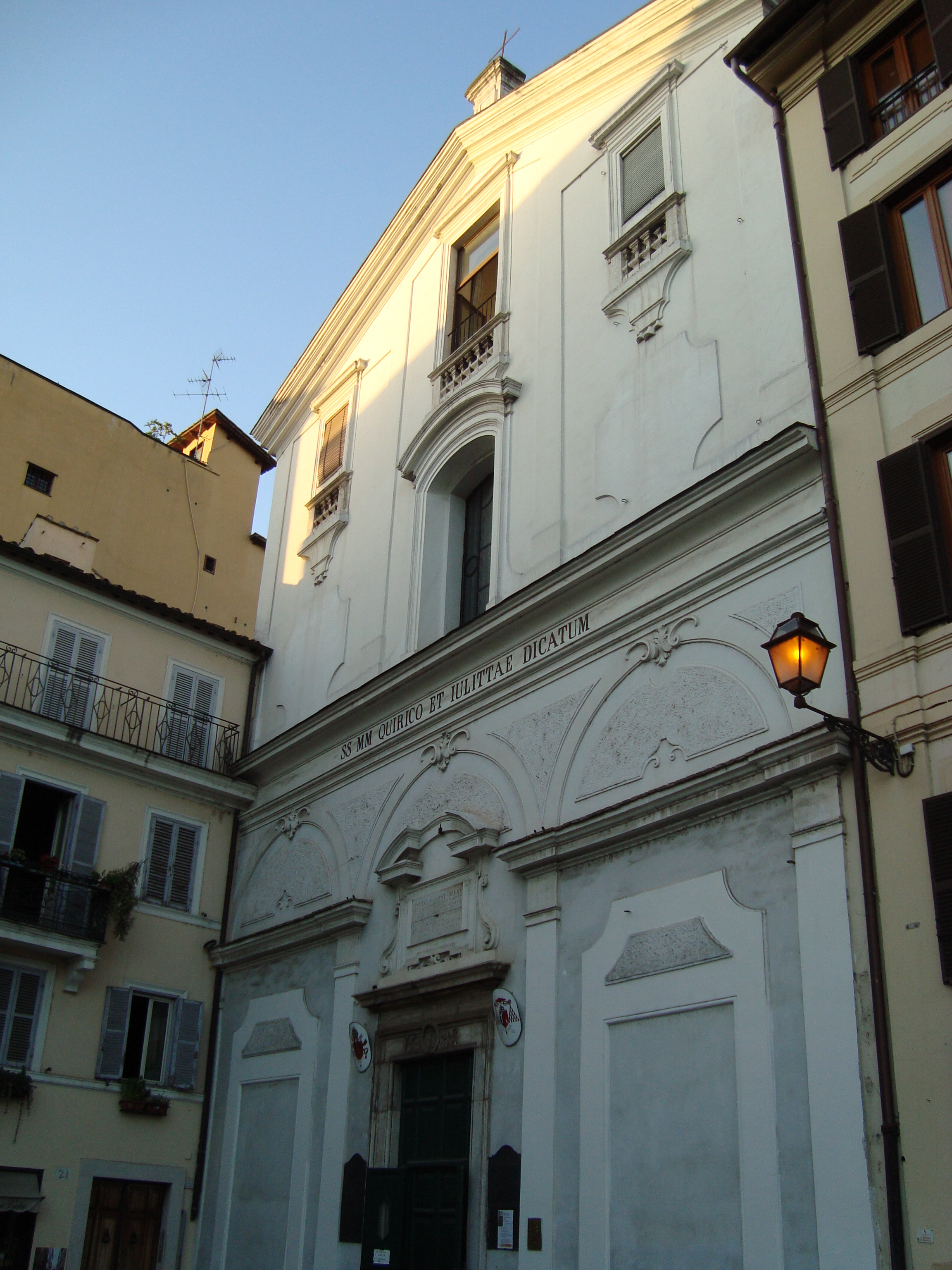
Detalhe da fachada.
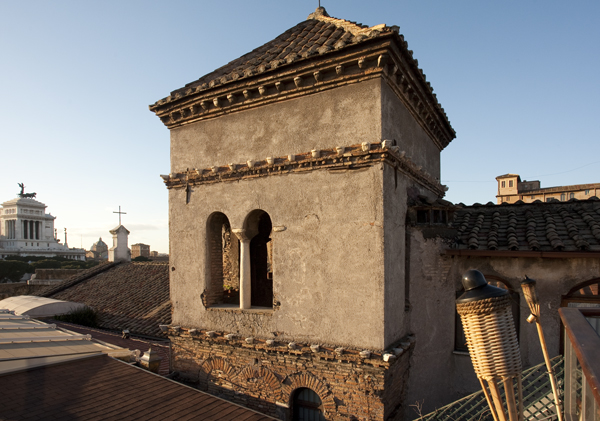
Torre sineira do século XII, hoje incorporada ao hotel vizinho.
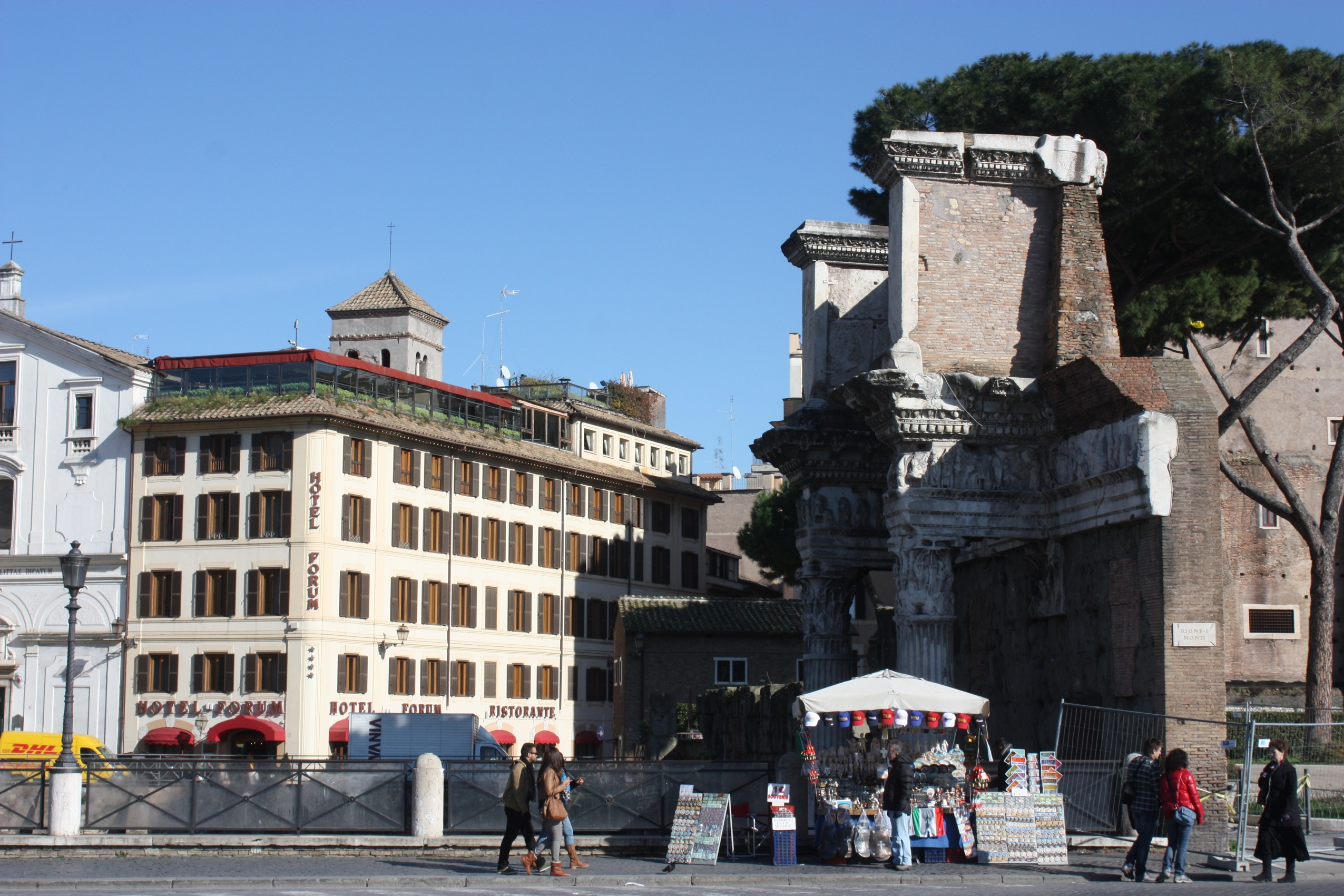
Vista geral, com a igreja, o hotel e a torre, a igreja (à esquerda). À direita estão duas colunas do antigo pórtico do Fórum de Nerva.
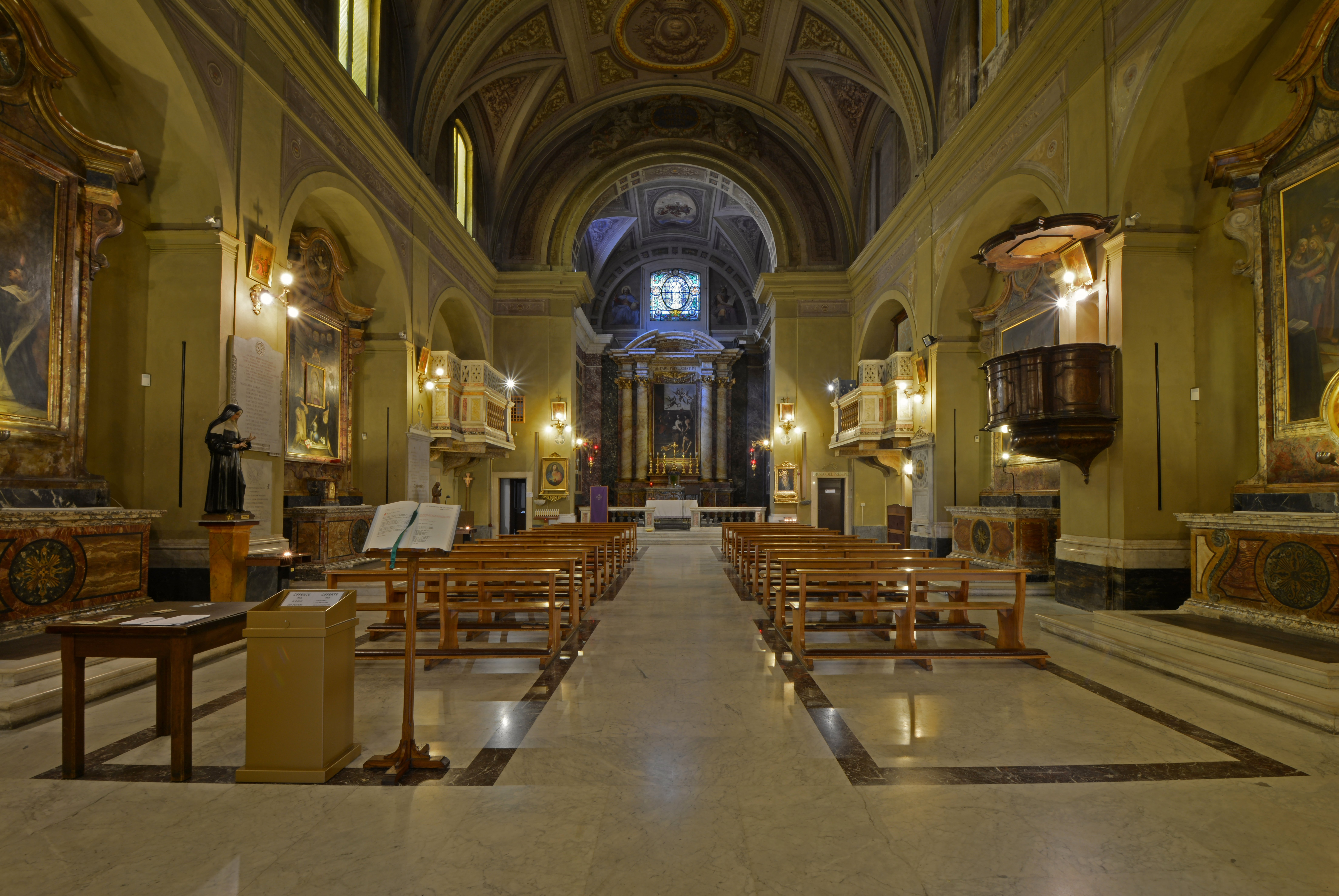
Vista do interior.
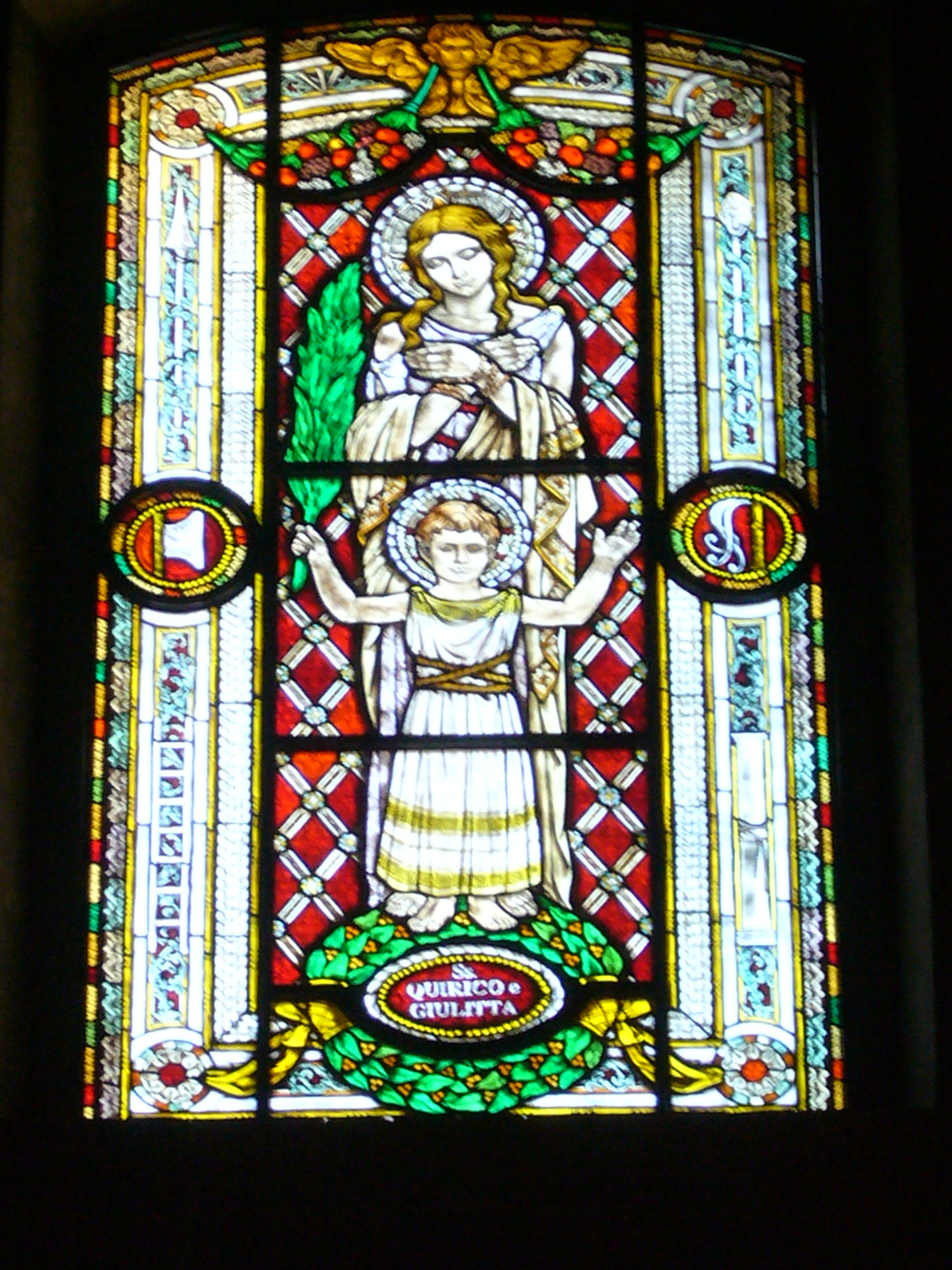
Vitral de Ciríaco e Julita.